# Nadzór nad rynkiem kapitałowym
Nadzór nad rynkiem kapitałowym – część nadzoru nad rynkiem finansowym obejmujący nadzór nad emitentami papierów wartościowych, przedsiębiorstwami inwestycyjnymi (w tym domami i biurami maklerskimi), funduszami inwestycyjnymi i towarzystwami funduszy inwestycyjnych, bankami powiernikami, maklerami i doradcami inwestycyjnymi, giełdami i depozytami papierów wartościowych.
Nadzór nad rynkiem kapitałowym w Polsce (w tym nad Giełdą Papierów Wartościowych w Warszawie i Krajowym Depozytem Papierów Wartościowych) w latach 1991-2006 sprawowany był przez Komisję Papierów Wartościowych i Giełd (do 1997 działającą pod nazwą Komisja Papierów Wartościowych), a od 2006 sprawowany jest przez Komisję Nadzoru Finansowego.